# Arthur N. Holcombe

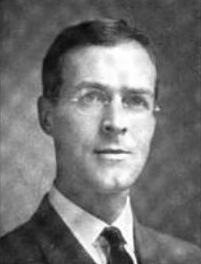
Arthur N. Holcombe (1914)

Arthur Norman Holcombe (* 3. November 1884 in Winchester, Massachusetts; † 9. Dezember 1977) war ein US-amerikanischer Historiker und Politikwissenschaftler, der 1935/36 als Präsident der American Political Science Association (APSA) amtierte. Zu diesem Zeitpunkt war er Professor an der Harvard University.
Holcombe machte seinen Bachelor-Abschluss 1906 an der Harvard University, wo er 1909 zum Ph.D. promoviert wurde und danach für Jahrzehnte als Professor lehrte. 1955 ging er in den Ruhestand. Zu seinen Schülern zählten Henry A. Kissinger und Henry Cabot Lodge junior. 1949 hatte er Chiang Kai-shek bei der Formulierung einer Verfassung für die Republik China beraten.
1927 wurde Holcombe in die American Academy of Arts and Sciences gewählt. 1951 wurde er für sein Buch Our More Perfect Union mit dem Bancroft-Preis ausgezeichnet.

## Schriften (Auswahl)
- Our More Perfect Union. Harvard University Press, Cambridge, Mass. 1950.
- Human rights in the modern world. New York University Press, New York 1948.
- Dependent areas in the post-war world. World Peace Foundation, Boston 1941.
- The Chinese revolution. A phase in the regeneration of a world power. Harvard University Press, Cambridge, Mass. 1930.
- State government in the United States. The Macmillan Company, New York 1916.